# Левкин, Иван Иванович
Ива́н Ива́нович Ле́вкин (1903—1974) — советский карельский композитор, поэт, Заслуженный артист Карело-Финской ССР (1949), заслуженный работник культуры РСФСР (1968).

## Биография
Родился в многодетной крестьянской семье, карел. После окончания церковно-приходской школы в Спасской Губе батрачил.
В 1925—1927 годах на действительной службе в рядах РККА, служил в Карельском егерском батальоне. В 1927—1929 годах — рабочий на Онегзаводе.
В 1929—1931 годах учился в Ленинградском карельском драматическом техникуме. В 1931—1935 годах руководитель художественной агитационной группой при комиссариате просвещения Автономной Карельской ССР.
Левкин И. И. являлся организатором и руководителем крупнейших в Карелии хоровых коллективов — Карельского народного Петровского хора в 1936 году и Карельского народного Ведлозерского хора в 1938 году.
Участник Великой Отечественной войны, служил в морской пехотной бригаде, был ранен, демобилизован в 1945 году.
В 1945—1963 годах — руководитель созданных хоровых коллективов.
С 1963 года — персональный пенсионер.

## Творчество
Иван Левкин написал более 70 песен. Среди них присутствуют переводы песен с русского языка на карельский, а также сочинённые карельские песни, частушки и стихи, многие из которых стали народными. Песни И. И. Левкина являются неотъемлемой частью репертуара известных музыкальных коллективов Карелии — ансамбля песни и танца «Кантеле», карельского народного хора «Oma pajo», фолк-рок-группы «Myllärit» и других.
Популярные произведения
- «Ruskei neičyt, valgei neičyt» («Краснолица, белолица»)
- «Kazvatti mami minun» («Растила меня мать»)
- «Ongo kaunis Karjala» («Хороша Карелия»)
- «Kuldaizen kel istuimmo» («С милым сидели»)
- «Ruispeldo» («Ржаное поле»)
- «Gul’aičin min» («Гуляла я»)
- «Petroskoi» («Петрозаводск»)[3]

и другие.

## Награды
- Орден «Знак Почёта» (29 октября 1951 года) — за заслуги в развитии карело-финского советского искусства и в связи с неделей Карело-Финской музыки и танца в гор. Москве[4].
- Заслуженный работник культуры РСФСР (29 мая 1968 года) — за заслуги в развитии самодеятельного искусства[5].
- Заслуженный артист Карело-Финской ССР (1949).